# Кавалеристите
„Кавалеристите“ (на английски: The Horse Soldiers) е американски филм от 1959 година на режисьора Джон Форд, разказващ за Американската гражданска война и е с участието на Джон Уейн и Уилям Холдън.

## Сюжет
Бригада кавалеристи на Съюза, предвождани от полковник Джон Марлоу (Джон Уейн), е изпратена зад линиите на силите на Конфедерацията за да унищожи железопътна линия и депо за складиране на стоки в гарата на Нюпорт. По ирония на съдбата преди войната, полковника е бил инженер по железопътни строежи. С отряда пътува и нов полкови лекар, майор Хенри Кендъл (Уилям Холдън), който изглежда е в постоянно противоречие с командира си. Докторът се разкъсва между чувството си за дълг и ужасът на войната.
Ситуацията се усложнява когато бригадата отсяда в плантацията Грийнбриър. Господарката на плантацията, мис Хана Хънтър (Констанс Тауърс) и нейната прислужница, робинята Лъки (Алтеа Гибсън), подслушват среща на ръководителите, където Марлоу дискутира плановете им. За да защити сигурността на мисията, полковника е принуден да отвлече двете жени и да ги вземе с кавалеристите. Първоначално враждебно настроена към похитителя- янки, мис Хънтър постепенно започва да изпитва по-топли чувства. Като допълнение към Кендъл и мис Хънтър, на Марлоу му се налага да се бори и срещу заместника си, полковник Фил Секърд (Уилис Боучей), който постоянно оспорва командирските решения и заповеди.
След няколко сражения, в едно от които е убита Лъки и друго, срещу момчета от местно кадетско училище, преследвани от силите на Конфедерацията, Марлоу и неговите кавалеристи достигат до мост, който трябва да бъде взривен за да се гарантира успеха на Съюза. Доктор Кендъл е принуден да избира дали да остане от тази страна на моста заедно с тежко ранените мъже и да бъде пленен с тях или да продължи напред, изоставяйки без медицински грижи нуждаещите се кавалеристи до пристигането на конфедеративните сили. Раненият Марлоу повежда хората си през моста, след като са заложили под него експлозиви. Преди това той запалва фитилите и моста експлодира за да спре отново конфедератите. Полковника и остатъка от бригадата му продължават към местоназначението си за да доведат мисията до успешен завършек.

## В ролите
| Актьор          | Роля                                               |
| --------------- | -------------------------------------------------- |
| Джон Уейн       | полковник Джон Марлоу                              |
| Уилям Холдън    | майор Хенри Кендъл                                 |
| Констанс Тауърс | мис Хана Хънтър, господарката на Грийнбриър        |
| Алтеа Гибсън    | Лъки, лоялната тъмнокожа прислужница на мис Хънтър |
| Джъдсън Прат    | сержант- майор Кърби                               |
| Кен Къртис      | капрал Уилки                                       |
| Уилис Боучей    | полковник Фил Секърд                               |
| Бинг Ръсел      | Дънкър                                             |
| О. З. Уайтхед   | Отис Хопкинс                                       |
| Ханк Уордън     | Дийкън Клъмп                                       |
| Чък Хейуърд     | съюзническия капитан                               |
| Денвър Пайл     | Джаки Джо                                          |
| Стродър Мартин  | Върджил                                            |
| Басил Рюйсдаел  | преподобния от Военната академия Джеферсън         |
| Карлтън Йънг    | полковник Джонатан Майлс                           |
| Уилям Лесли     | майор Ричард Грей                                  |
| Уилям Хенри     | конфедералния лейтенант                            |
| Уолтър Рийд     | съюзническия офицер                                |
| Анна Лий        | мисис Бъфорд                                       |
| Уилям Форест    | генерал Стив Хърлбърт                              |
| Рон Хагърти     | Бъглър                                             |
| Ръсел Симпсън   | изпълняващия длъжността шериф Хенри Гуудбоди       |
| Хуут Гибсън     | сержант Браун                                      |

## Продукция
Външните сцени от филма са снимани в окръг Накитош, Луизиана по бреговете на езерото Кейн Ривър и около Натчез, Мисисипи. Мостът за баталните сцени е специално изграден над река Кейн, а много местни жители са използвани като статисти.

## Интересни факти
Филмът е създаден по мотиви от едноименния роман на Харълд Синклер, който от своя страна е базиран на действителни исторически събития и разказва за похода на Гриърсън и кулминационната битка при гарата на Нютън. През април 1863 година, полковник Бенджамин Гриърсън застава начело на хиляда и седемстотин кавалеристи от Илинойс и Айова и тръгва на поход от Ла Гранж, Тенеси към Батън Руж, Луизиана за да унищожи железопътната линия и депото за складиране на стоки между гарата на Нютън и Виксбърг, Мисисипи.

## Номинации
- Номинация за Джон Форд за изключителни достижения в режисьорската работа от Режисьорската гилдия на Америка от 1960 година.[2]